# Adam Carolla
Adam Carolla (Philadelphia, 27 de maio de 1964) é um comediante estadunidense, escritor de comédia, radialista e também ator.
Carolla alcançou a fama por: Co-apresentar o programa de rádio Loveline, de 1995 a 2005 (e sua encarnação na MTV de 1996 a 2000). Co-criar e co-apresentar o programa de televisão "The Man Show" (no Brasil: O Mundo dos Machos) de 1999 a 2004).  Co-criar e apresentar o programa de televisão Crank Yankers (de 2002 até hoje).
Carolla, atualmente, apresenta o The Adam Carolla Show, um programa de rádio semanal transmitido de Los Angeles e sindicado em onze mercados da costa oeste.
Em 2006, Carolla terminou o seu trabalho no The Hammer, um filme independente que ele co-estrelou e co-produziu. Ele faz o papel principal no filme junto com Heather Juergensen. O filme foi bem visto no Tribeca Film Festival de 2007, e vai ser lançado em 7 de março de 2008.

## Citações
Do programa "Loveline"
- "Eu fiquei embriagado lá no Canadá. Estive lá durante 2 dias, mas eu estava bêbado lá durante 4 dias. Não sei como ela funciona. Eu acho que o país estava com a diferença horária ou coisa parecida".
- "A única oportunidade que temos para a sobrevivência, seja como país ou como um planeta, é se os idiotas deixarem de ter filhos. Ouça: não enrole os seus filhos, ou não tenha nenhum! É bem como possuir um cavalo: Se você não pode mantê-lo em um alojamento, ou alimentá-lo com um feno, ou escová-lo de vez em quando, então não tenho um! Você percebe o que quero dizer? Simplesmente, nós não dispomos de um cavalo para largá-los na podridão do estaleiro!"

## Homenagens
- O asteróide 4535 Adamcarolla foi nomeado em sua homenagem.